# Clinodiplosis picturata
Clinodiplosis picturata är en tvåvingeart som först beskrevs av Ephraim Porter Felt 1915.  Clinodiplosis picturata ingår i släktet Clinodiplosis och familjen gallmyggor.
Artens utbredningsområde är Guyana. Inga underarter finns listade i Catalogue of Life.